# Michael Drews
Michael Drews (* 2. November 1965) ist ein ehemaliger deutscher Fußballspieler. 
Nach seiner Zeit beim SV Höntrop spielte er von 1977 bis 1990 für die SG Wattenscheid 09 und absolvierte von 1987 bis 1988 14 Zweitligaspiele. Größter sportlicher Erfolg war der Gewinn der Deutschen B-Jugendmeisterschaft im Jahre 1982. Die weiteren sportlichen Stationen waren SV Sodingen, SG Werne und seit 1993 die SG Bochum-Süd, jetzt SG Linden-Dahlhausen.